# Канциани, Джузеппе
Джузе́ппе Канциа́ни (итал. Giuseppe Canziani) — итальянский педагог и балетмейстер родом из Венеции, в 1784—1792 годах работал в России.

## Биография
Работал в венецианском театре «Сан Самуэле», в Мюнхене (1771—1774), Венеции (1775—1777), Болонье и Мантуе (1778). В 1778 году Канциани выступил одним из постановщиков вставных балетов, представленных вместе с оперой Антонио Сальери «Признанная Европа» при открытии миланского театра «Ла Скала».
В 1779—1782 и 1784—1792 годах работал в Санкт-Петербурге. Здесь он выступил постановщиком балетов композитора Карло Каноббио «Арианна и Бахус», «Притворно глухая», «Клеопатра» (1781), «Дон Жуан» (1790) и «Пирам и Тизба» (1791), а также балетов, сражений, маршей и игр к историческому представлению «Начальное управление Олега», поставленному в Эрмитажном театре совместно с Шарлем Ле Пиком по сюжету Екатерины II с музыкой Карло Каноббио, Джузеппе Сарти и Василия Пашкевича.
Также преподавал танец в Театральном училище, где обучил около 100 учеников. Считается, что благодаря Канциани русские танцовщики не только обучались движению и сценической презентации, но и начали знакомиться с новейшими течениями в европейском балетном искусстве. Среди непосредственных учеников Канциани был первый русский балетмейстер Иван Вальберх. Канциани был убеждённым сторонником специализации, полагая, что артист балета, драматический актёр и актёр музыкального театра — разные специальности, требующие различной подготовки. Несовпадение этой позиции со взглядами директора императорских театров графа Юсупова привело в конце концов к отставке Канциани.